# Галкин, Иван Алексеевич
Ива́н Алексе́евич Га́лкин (? — 1656/7) — русский землепроходец XVII века, енисейский атаман и сын боярский, основатель Илимского, Усть-Кутского и Баргузинского острогов.

## Биография
В 1630 году с помощью тунгусов открыл волоковый путь с Енисея через Илим на верховья Лены. 
В 1631 году первым из европейцев плавал в верховьях Лены и по Ангаре и Енисею до устья Оби. Основал в устье реки Куты зимовье, от которого начался город Усть-Кут. 
В 1633 году назначен приказчиком Якутска (Ленского острога). 
В январе-феврале 1634 года участвовал в обороне Якутска от якутов. Подавил в устье реки Вилюй бесчинства мангазейского казачьего отряда Ивана Корытова. 
В 1635 году организовал экспедиции на Вилюй, Алдан и в низовья Лены по сбору ясака и шертованию (принятию присяги). 
В 1636 году перенёс Бекетовский острожек на новое место, внеся лепту в становление будущего города Якутска. 
В 1637 году сменил П. Ходырева по управлению острогом, выдержал вторую осаду якутов, но не смог удержать последних от переселения на Вилюй и Верхоянье. 
При нём 6 февраля 1638 года учреждено Якутское воеводство, независимого от Енисейского. С этого момента Якутск впервые получил статус столицы. 
В 1648 году обогнул Байкал с севера и основал Баргузинский острог.

## Память
В городе Усть-Куте 22 октября 2011 года открыт памятник Ивану Галкину как основателю города и названа одна из улиц в районе перспективной застройки.